# سمسم أنغولي
سمسم أنغولي (الاسم العلمي:Sesamum angolense) هو نوع من النباتات يتبع جنس السمسم من الفصيلة البيدالية.